# لاور الوویز کریک، نیوجرسی
لاور الوویز کریک (به انگلیسی: Lower Alloways Creek Township) شهری در ایالت نیوجرسی کشور ایالات متحده آمریکا است که جمعیت آن در سرشماری سال ۲۰۱۰ میلادی، ۱٬۷۷۰ نفر بوده‌است.